# Higashi-Yodogawa
Higashi-Yodogawa (東淀川駅, Higashi-Yodogawa-eki) é uma estação de trem localizada em Osaka, Japão. Foi aberta em 1 de abril de 1940.